# Cirsium hida-paludosum
Cirsium hida-paludosum là một loài thực vật có hoa trong họ Cúc. Loài này được Kadota & Nagase mô tả khoa học đầu tiên năm 1988.